# Marin Goleminow

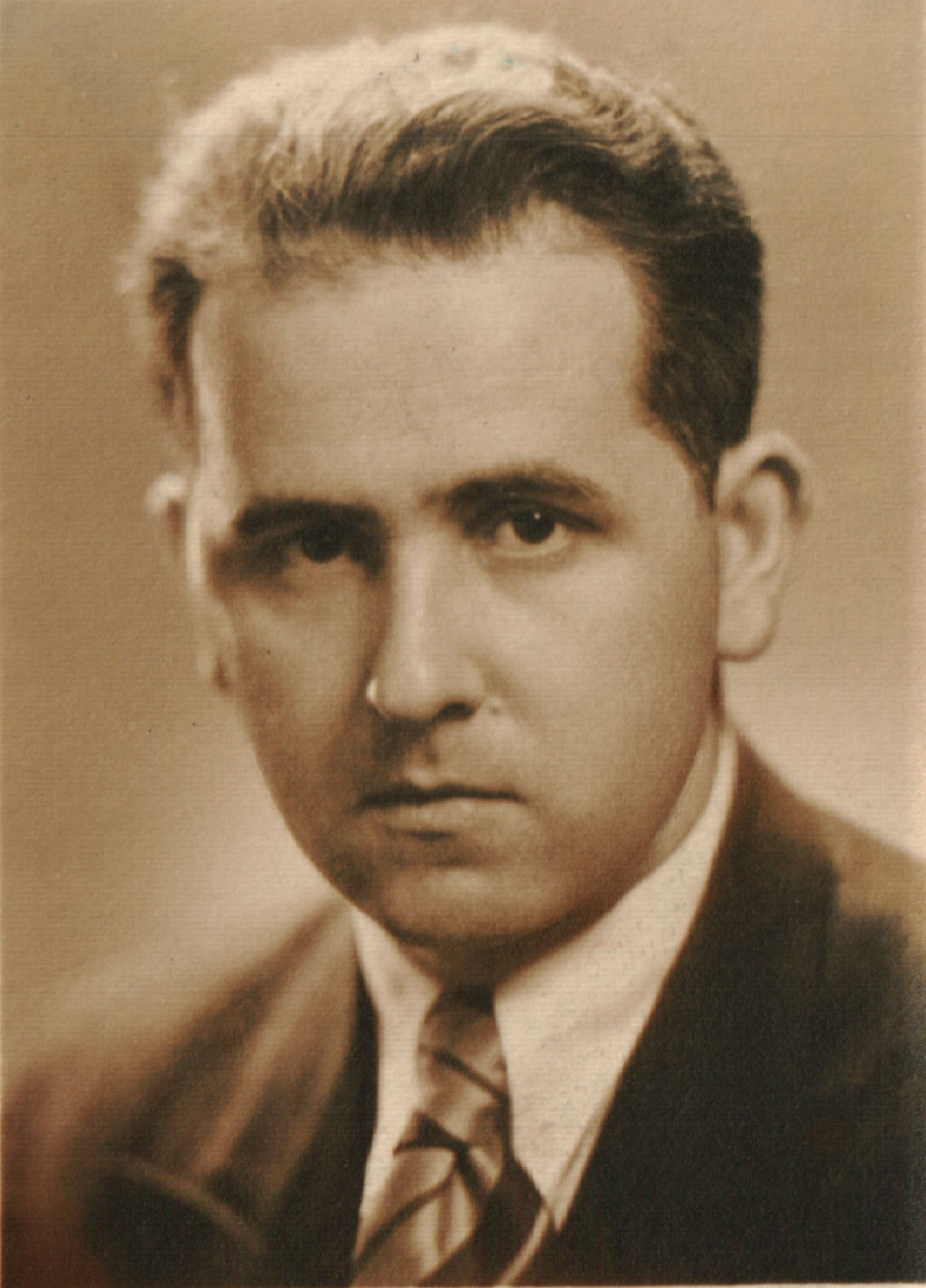
Marin Goleminow, 1940

Marin Petrow Goleminow (bulgarisch Марин Петров Големинов; * 28. September 1908 in Kjustendil, Fürstentum Bulgarien; † 19. Februar 2000 in Espinho, Portugal) war ein bulgarischer Komponist.
Goleminow studierte in Sofia Violine bei Todor Tortschanow und Musiktheorie bei Dobri Christow und Nikola Atanassow und 1931 bis 1934 an der Schola Cantorum in Paris Komposition bei Vincent d’Indy, Paul Le Flem und Albert Bertelin sowie an der École normale de musique de Paris bei Paul Dukas. Nach seiner Rückkehr nach Bulgarien wurde er 1935 Gründungsmitglied des Quartetts Avramov und 1936 Chefdirigent des Kammerorchesters von Radio Sofia. Von 1938 bis 1943 vervollkommnete er in München seine Ausbildung als Dirigent bei Carl Ehrenberg und als Komponist bei Joseph Haas. Seit 1943 unterrichtete er am Konservatorium von Sofia. 1976 erhielt er den Herder-Preis der Universität Wien.
Er komponierte vier Opern, eine Operette, zwei Ballette, vier Sinfonien, eine sinfonische Dichtung, Sinfonische Variationen, kammermusikalische Werke, Chöre und Lieder. Daneben schrieb er mehrere musikwissenschaftliche Werke. Seit 2017 trägt der Goleminov Point seinen Namen, eine Landspitze der Alexander-I.-Insel in der Antarktis.